# Ruthalicia longipes
Ruthalicia longipes är en gurkväxtart som först beskrevs av Joseph Dalton Hooker, och fick sitt nu gällande namn av Charles Jeffrey. Ruthalicia longipes ingår i släktet Ruthalicia och familjen gurkväxter. Inga underarter finns listade i Catalogue of Life.